# Джеймс Пітерс
Джеймс Артур Пітерс (англ. James Arthur Peters; 1922-1972) — американський герпетолог. Автор описання нових видів.

## Біографія
Навчався в Мічиганському університеті, у 1952 році здобув ступінь доктора філософії з біології. Його науковим керівником був герпетолог Норман Едуард Гартвег.
Працював викладачем в Університеті Брауна (1952—1958), Університеті Центрального Еквадору (1958—1959), Університеті Південного Іллінойсу (1959), Державному коледжі долини Сан-Фернандо (1959—1966).
У 1964—1972 роках працював куратором у відділі рептилій та амфібій Смітсонівського інституту. У 1970 році обраний президентом Американського товариства іхтіологів і герпетологів.
Його основним предметом дослідження була герпетологія та зоогеографія Латинської Америки, особливо Еквадору, яким він присвятив тридцять років життя. Пітерс описав сімнадцять нових видів амфібій.
На його честь названі види Anadia petersi, Ameerega petersi, Colostethus jacobuspetersi, Gonatodes petersi, Helicops petersi, Micrurus petersi, Riama petrorum, Sibynomorphus petersi, Pristimantis petersi і Tantilla petersi.

## Вибрані твори
- Peters, J. A. 1960. Snakes of the Subfamily Dipsadinae. University of Michigan Museum of Zoology.
- Peters, J. A., Orejas-Miranda, B., Donoso-Barros, R. 1970. Catalogue of Neotropical Squamata. Smithsonian: Washington, 2 vols. B9149.
- Peters, J. A. 1959. Classic Papers in Genetics. Prentice-Hall Inc., Englewood Cliffs, NJ.
- Peters, J. A. 1964. Dictionary of Herpetology. Hafner, New York.
- Article in the Concise American Heritage Dictionary.
- Article in the Encyclopædia Britannica.
- The snakes of Ecuador; check list and key (The Museum, Cambridge, 1960).